# Rhaphuma illicata
Rhaphuma illicata är en skalbaggsart som beskrevs av Holzschuh 1991. Rhaphuma illicata ingår i släktet Rhaphuma och familjen långhorningar. Inga underarter finns listade i Catalogue of Life.